# Лінія Зігфрида

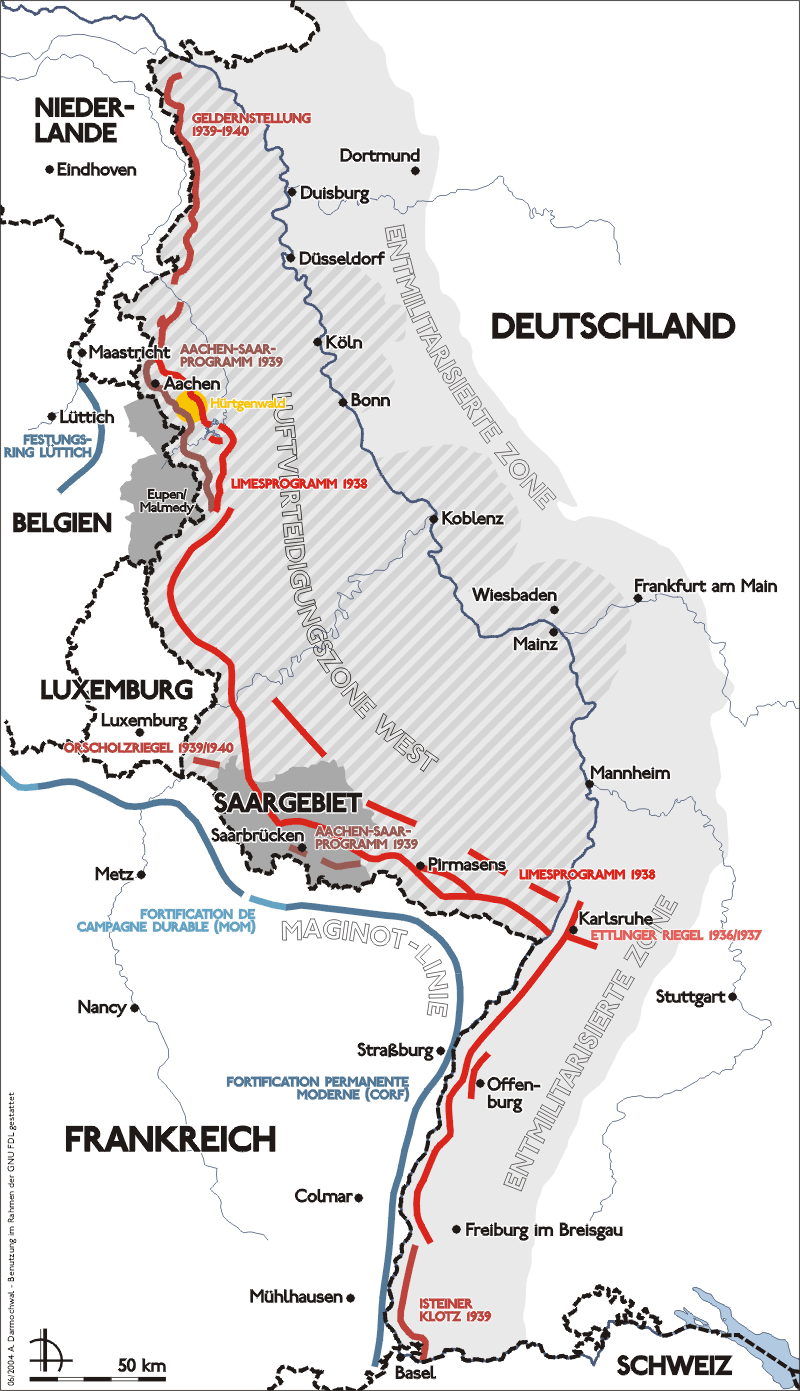
Карта Лінії Зігфріда

Лінія Зігфріда (нім. Siegfriedstellung), також відома як Західний вал (нім. Westwall), позиція Зігфріда — лінія захисних споруд, зокрема протитанкових, побудована Німеччиною як частина Гінденбурзької лінії в 1916-17 роках у Північній Франції за часів Першої Світової Війни. Також існує Друга Лінія Зігфріда, побудована в 1930-х роках навпроти французької Лінії Мажино. Німці називали другу Лінію Зігфріда Західним валом (нім. Westwall), однак Союзники переназвали захисну лінію, після її захоплення. Ця стаття про другу Лінію Зігфріда.
Лінія Зігфріда — лінія захисних споруд (дзотів, протитанкових споруд), що простягалася більш ніж на 630 км з більш ніж 18,000 бункерів, тунелів та танкових пасток. Вона простягалася з Клеве до Нідерландів й аж до кордону зі Швейцарією. Адольф Гітлер планував побудувати лінію у 1936 році, однак закінчили її тільки у 1940.

## На початку війни
На початку Другої світової війни, особливих боїв на Лінії Зігфріда не велося. Однак, і німецька і французька сторони не виходили зі своїх фортифікаційних споруд (Дивна війна), тому обидві армії залишались у безпечних позиціях. Після підписання Францією миру із Німеччиною, уся техніка, кулемети, зброя, боєприпаси були вивезені до Східної Європи. Деякі укріплення стали не дієздатними. Бункери використовувалися як склади для фермерських інструментів та інших не бойових предметів.
Біллі Джоел написав пісню «Лінія Зігфріда» (The Siegfried Line) у кінці 1970-х, однак була випущена зовсім недавно, як частина його альбому. В пісні оповідається про період Другої Світової (Так звана Дивна війна), коли жодна зі сторін не атакувала одна одну.
```
   All the guns are silent on the Western wall
   And we clean the rifles that we never use at all
   And we're writing letters just to pass the time
   And the days go by on the Siegfried Line.
  
   Усі гармати мовчать на Західній Стіні
   Ми чистимо рушниці, які не стріляли
   Ми пишемо листи, нічого робити Мені
   На Лінії Зігфріда дні плинули
```

## Відбудова Лінії Зігфріда, 1944 рік

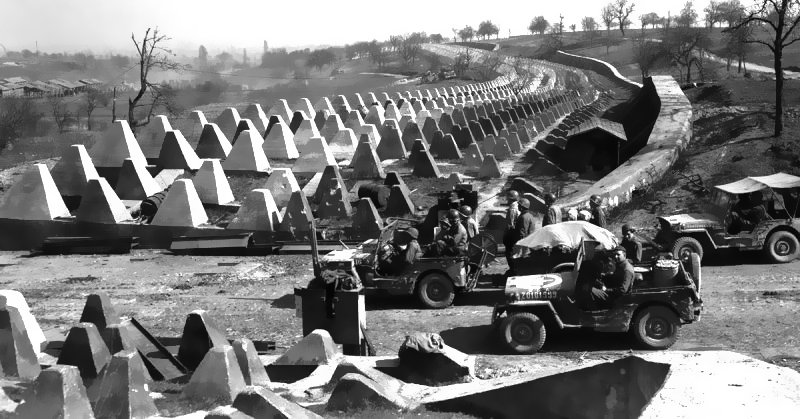
Американські війська на лінії Зіґфріда біля Зубів Дракона. Жовтень 1944 року

З висадкою Союзницьких військ на узбережжі Нормандії 6 червня 1944, війна на західному фронті почалася знов, і для Німеччини постала нова загроза. 24 серпня 1944 Гітлер віддав наказ про відбудову Західного валу. 20,000 робітників, більша частина яких мала від 14 до 16 років, вирушили на відбудову та приведення у боєздатний стан усієї лінії. Місцевий люд також був вимушений будувати укріплення, в основному протитанкові.
Під час відбудови, стало ясно, що бункери на Західному валу застарілі, і не зможуть довго витримувати атаку новітніх озброєнь. Через це, німецьке командування ухвалило рішення будувати невеликі бункери, що являли собою звичайні дзоти для солдатів.

## Після війни

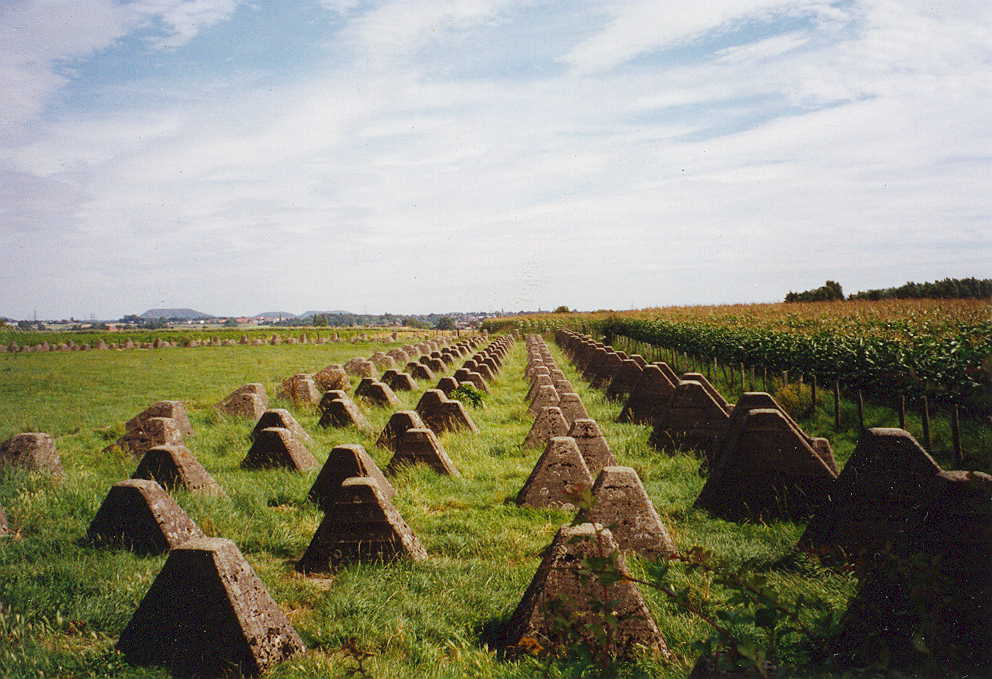
Лінія Зигфріда. Вцілілий протитанковий бар'єр на лінії Аахен-Саарбрюкен

По закінченні Другої Світової Війни, практично усі бункери та укріплення на Лінії Зігфріда були знищені за допомогою вибухівки. З 1997 року проходить акція, для того, щоб перетворити 30 вцілілих бункерів на Лінії Зігфріда на історичний музей. Однак в цей же час проходить акція за знищення вцілілих бункерів. Також по всій території лінії ведуться археологічні розкопки, з метою дослідити особливості конструкції бункерів.